# Михув-Кольонія
Михув-Кольонія (пол. Mychów-Kolonia) — село в Польщі, у гміні Бодзехув Островецького повіту Свентокшиського воєводства.
Населення — 204 особи (2011).
У 1975-1998 роках село належало до Келецького воєводства.

## Демографія
Демографічна структура на день 31 березня 2011 року:
|          | Загалом | Допрацездатний вік | Працездатний вік | Постпрацездатний вік |
| -------- | ------- | ------------------ | ---------------- | -------------------- |
| Чоловіки | 110     | 22                 | 73               | 15                   |
| Жінки    | 94      | 13                 | 52               | 29                   |
| Разом    | 204     | 35                 | 125              | 44                   |